# Christian Gottlieb Gmelin (Apotheker)
Christian Gottlieb Gmelin (* 10. Januar 1749 in Tübingen; † 8. Dezember 1809 ebenda) war ein deutscher Apotheker.

## Leben
Christian Gottlieb Gmelin war Apotheker in der dritten Generation. Er war der Sohn des Apothekers und Mediziners Johann Konrad Gmelin und studierte nach dem Vorbild seines Vaters ebenfalls Medizin. 1785 erlangte er den Doktor-med.-Titel an der Universität Erlangen. Neben seinem Studium ging er bei seinem Stiefgroßvater Gaum in die Lehre. Er arbeitete als Gehilfe drei Jahre in Schaffhausen bei Hurter, ein halbes Jahr in Karlsruhe bei Klos, vier Monate in Frankfurt am Main bei Kathwendel und eineinhalb Jahre in Hannover bei Andreae. 1772 kehrte Gmelin nach Tübingen zurück und legte das Apothekerexamen ab. Er übernahm die Apotheke seines Stiefgroßvaters Gaum, die nach dem Tod seines Vaters zur Hälfte seiner Mutter gehörte.
Christian Gottlieb Gmelin war ein hoch angesehener Apotheker und wurde oft zu chemischen Gutachten herangezogen.

## Familie
Gmelin heiratete am 22. April 1773 in Tübingen Christiane Veronika Gmelin (* 20. November 1755; † 11. Oktober 1783), eine Tochter des Professors Philipp Friedrich Gmelin. Das Paar hatte mehrere Kinder.
- Johanna Veronika (* 21. September 1775; † 22. April 1836) ⚭ 1792  Georg Jakob Zahn (* 11. Juni 1767; † 8. Dezember 1810)
- Ferdinand Gottlob (* 10. März 1782; † 21. Dezember 1848), Professor für Medizin ⚭ Friederike Luise Wagner

Nach ihrem Tod heiratete er am 24. Juni 1784 Friederike Charlotte Haas, eine Tochter des Pfarrers Johann Konrad Haas aus Kilchberg (* 9. Mai 1765; † 2. Juni 1831). Das Paar hatte mehrere Kinder, darunter:
- August Hermann (* 1. August 1786; † 14. Juli 1834), Oberjustizrat ⚭ Charlotte Becker (* 29. September 1793; † 19. November 1862)
- Gustav Adolf (* 12. Oktober 1790; † 16. Januar 1814), Dr. med. Oberarzt im Solitudespital
- Christian Gottlob (* 12. Oktober 1792; † 13. Mai 1860), Professor für Chemie und Pharmazie an der Universität Tübingen ⚭  1818 Luise Friederike Philippine Bohnenberger (* 14. Oktober 1799), Tochter des Professors Johann Gottlieb Friedrich von Bohnenberger
- Marie Charlotte (1794–1794)
- Friedrich Wilhelm (* 3. Oktober 1795; † 7. Juli 1809)